# Haasus judaeus
Haasus judaeus is een hooiwagen uit de familie Phalangodidae.